# Prats-de-Mollo-la-Preste
Prats-de-Mollo-la-Preste (en catalán Prats de Molló i la Presta) es una comuna francesa situada en el departamento de Pirineos Orientales y la región de Occitania, en la comarca del Vallespir. Tenía 1144 habitantes en 2007. Administrativamente, pertenece al distrito de Céret, al cantón de Prats-de-Mollo-la-Preste (del cual es capital) y a la Communauté de communes du Haut Vallespir.

## Geografía
Prats-de-Mollo-la-Preste es la comuna más grande del departamento y una de las más grandes de Francia, con 14 509 hectáreas. Antes era incluso más extensa, ya que en 1862 se disgregaron 2518 hectáreas para conformar la comuna de Le Tech. El conjunto del territorio es muy montañoso y está cavado por el valle del Tech, cuya fuente se localiza a 2300 m de altitud, al pie de la Roca Colom, cumbre situada en el límite occidental del municipio. Las montañas se elevan al sur (frontera con España) hasta el pico de Costabona, y al norte (límite con el Conflent) hasta el pico de Sethomes y al puig de Rojà, no lejos del Canigó. Sus habitantes reciben el gentilicio de Pratéens en francés y de Pradencs en catalán.
El valle de Prats comprende cierto número de lugares que otrora fueron pueblos o aldeas. Algunos de ellos conservan una iglesia y algunos habitantes. Entre ellos destaca La Preste, que gracias a sus fuentes termales se ha desarrollado considerablemente a partir del siglo XIX.
La comuna de Prats-de-Mollo-la-Preste limita con Lamanère, Serralongue y Le Tech en el cantón de Prats-de-Mollo-la-Preste, Mantet y Py en el cantón de Olette, Casteil en el cantón de Prades y Setcases, Molló y el municipio de Camprodón (pueblo de Beget) en la provincia de Gerona en España.

## Demografía
| 1207 | 1351 | 1190 | 1142 | 1102 | 1080 |
| Para los censos de 1962 a 1999 la población legal corresponde a la población sin duplicidades (Fuente: INSEE [Consultar]) |      |      |      |      |      |

## Historia

Localización de Prats-de-Mollo-la-Preste en el Vallespir.

Las primeras menciones del nombre se encuentran desde el siglo IX: «Pratum» en 878 y 881. El lugar toma muy rápidamente la marca del plural: «Prados» en 936, «Pratis» en 1011, término que designa por supuesto prados, pastos. En cuanto a «Molló», aparece en 934 (Mollione), y se encuentra asociado a «Prats» de modo regular al final del siglo XIV («Vallis de Pratis de Mollone», 1385). Parece lógico ver allí el catalán «molló», que designa una gran piedra que sirve de hito, de límite, o incluso una cumbre de forma cónica (latín vulgar: «mutulone», derivado de «mutulus», que significa "piedra en saliente").
La Preste es un pueblo mencionado desde la Edad Media, pero bajo otro nombre: «Villarium de Ces Ayllades» (1266), «Bayns de Ayats» (1340). Las grafías variables del lugar hacen bastante incierta toda interpretación, pero podría corresponder al latín «aquatis» y designar un lugar en el que el agua es abundante. En este pueblo, desde 1264, un personaje llamado Johannis Presta poseía un terreno rural. Este terreno comprendía quizás los baños, llamados en el siglo XVI «Banys de Na Presta», y después «la Presta», que acabaría convirtiéndose en el único nombre del pueblo.
En la Edad Media, Prats pertenecía al Principado de Cataluña y era ciudad real de la Corona de Aragón —y lo seguiría siendo hasta la Revolución francesa—, estatuto que le valió en el siglo XIII una cierta cantidad de ventajas idénticas a las que había obtenido Villefranche-de-Conflent algunos años antes, como la supresión de los «malos usos» (1242) y las facilidades concedidas a las personas que deseaban instalarse en la ciudad (1245). En el siglo XIV obtiene más ventajas, por ejemplo la posibilidad de celebrar un mercado semanal los sábados (1308). En parte gracias a todas estas ventajas, la población de Prats y de su valle era muy importante a mediados del siglo XIV, alcanzando aproximadamente los 1000 habitantes. Este valle comprendía numerosos pequeños pueblos, doce según el capbreu (en catalán, catastros de los señores feudales) de 1327. Las epidemias acarrearon una neta disminución en el siglo XV, pero la situación se restableció poco a poco un siglo más tarde. La ciudad es próspera, y vive sobre todo de la fabricación y del comercio de paños.

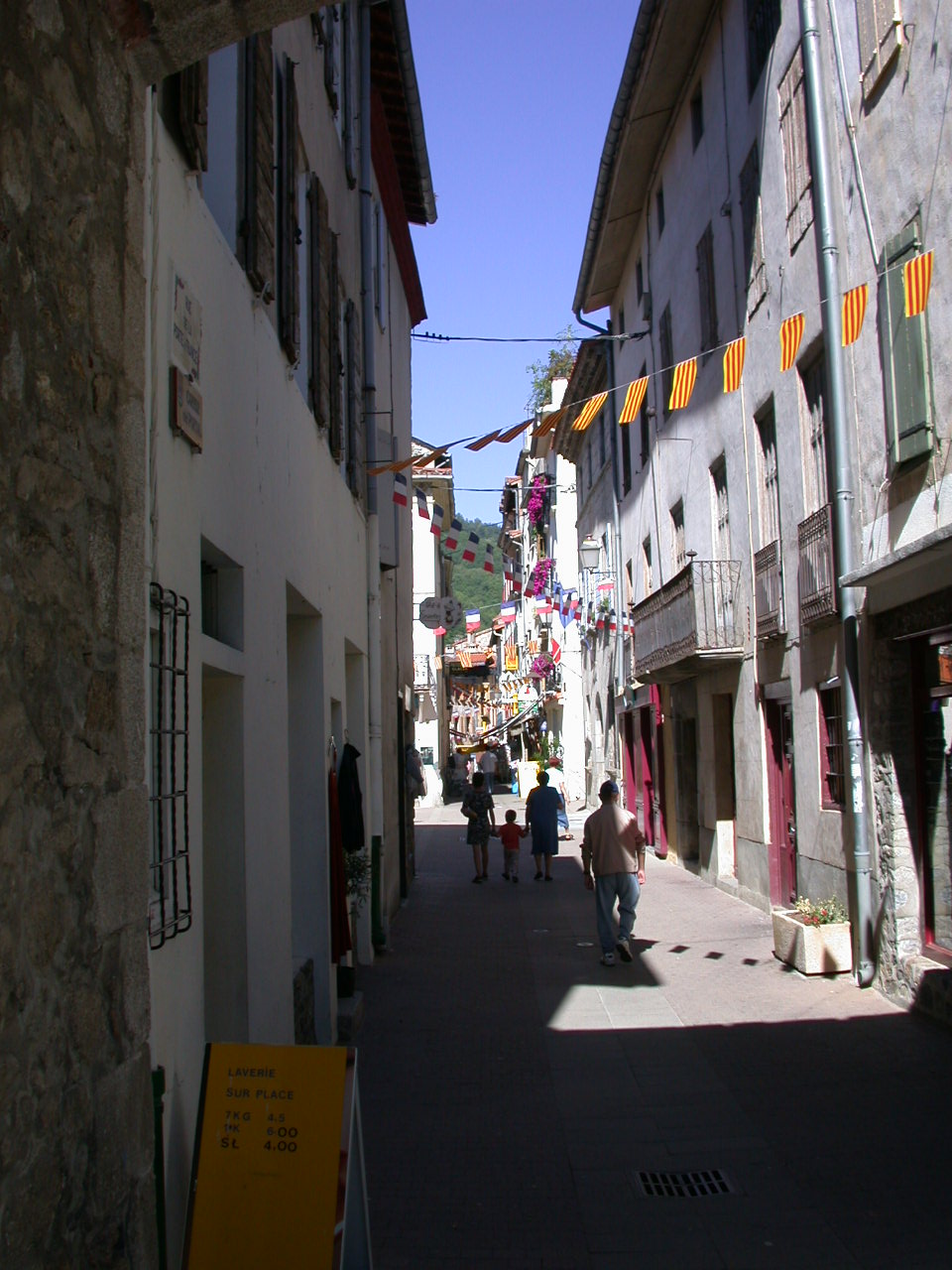
Calle de Prats-de-Mollo

En el siglo XIII, la ciudad de Prats-de-Molló tenía un curioso urbanismo. Estaba separada en dos por el Tech, un pequeño río, y cada una de las dos partes subía a los flancos del valle. En la parte norte se extendía la ciudad propiamente dicha con su población trabajadora, mientras que al frente se encontraba el castillo donde residían las pocas familias dirigentes. Este castillo servía de residencia a los condes de Besalú.
En 1659, el Tratado de los Pirineos tiene por consecuencia la anexión del Vallespir, el Rosellón, el Conflent, el Capcir y una parte de la Cerdaña al Reino de Francia. Prats-de-Molló pasa a ser un considerable puesto fronterizo.
La anexión del Rosellón a Francia causa malos datos económicos, aislando Prats y su valle del resto de Cataluña. El restablecimiento de la gabela, impuesto sobre la sal suprimido en 1292, da a los habitantes la idea de organizar un comercio lucrativo pero peligroso: el contrabando de sal venida de España por el puerto de Ares y los pasos vecinos. Y, cuando el poder real se implica en la represión de este contrabando, la población se rebela, conducida por el pañero y salinero Josep de Trinxeria (1666). Es la «revuelta de los Angelets de la Terra», que toma muy rápidamente un cariz de levantamiento antifrancés y se prolongará hasta 1673. Será una de las causas de la construcción del Fort Lagarde por el mariscal de Luis XIV Sébastien Vauban.
Dominando la ciudad fortificada, el Fort Lagarde fue construido en primer lugar para proteger la nueva frontera y vigilar la entrada del Alto Vallespir. De forma accesoria, debía permitir evitar una nueva revuelta como la de los «Angelets de la Terra» y mantener a raya a los habitantes descontentos debido a la anexión de los condados del Rosellón a Francia.
Los españoles asediaron Prats-de-Molló sin éxito en 1691. El Fort Lagarde no tuvo que defenderse de ningún asedio antes de la guerra de 1793, que opuso a los franceses y a los españoles. El general Ricardos lanzó su ofensiva inicial por el puerto de Ares, y se encontró, naturalmente, con el Fort Lagarde en primera línea. Fue tomado rápidamente y quedó en manos de los españoles hasta 1794, fecha en la cual las tropas francesas de Dugommier consiguieron echar a los españoles del otro lado de los Pirineos.
En 1926, Prats-de-Molló fue el lugar desde donde Francesc Macià pretendió la invasión armada de Cataluña con el objeto de obtener su independendencia mediante el así llamado Complot de Prats de Molló

## Lugares y monumentos

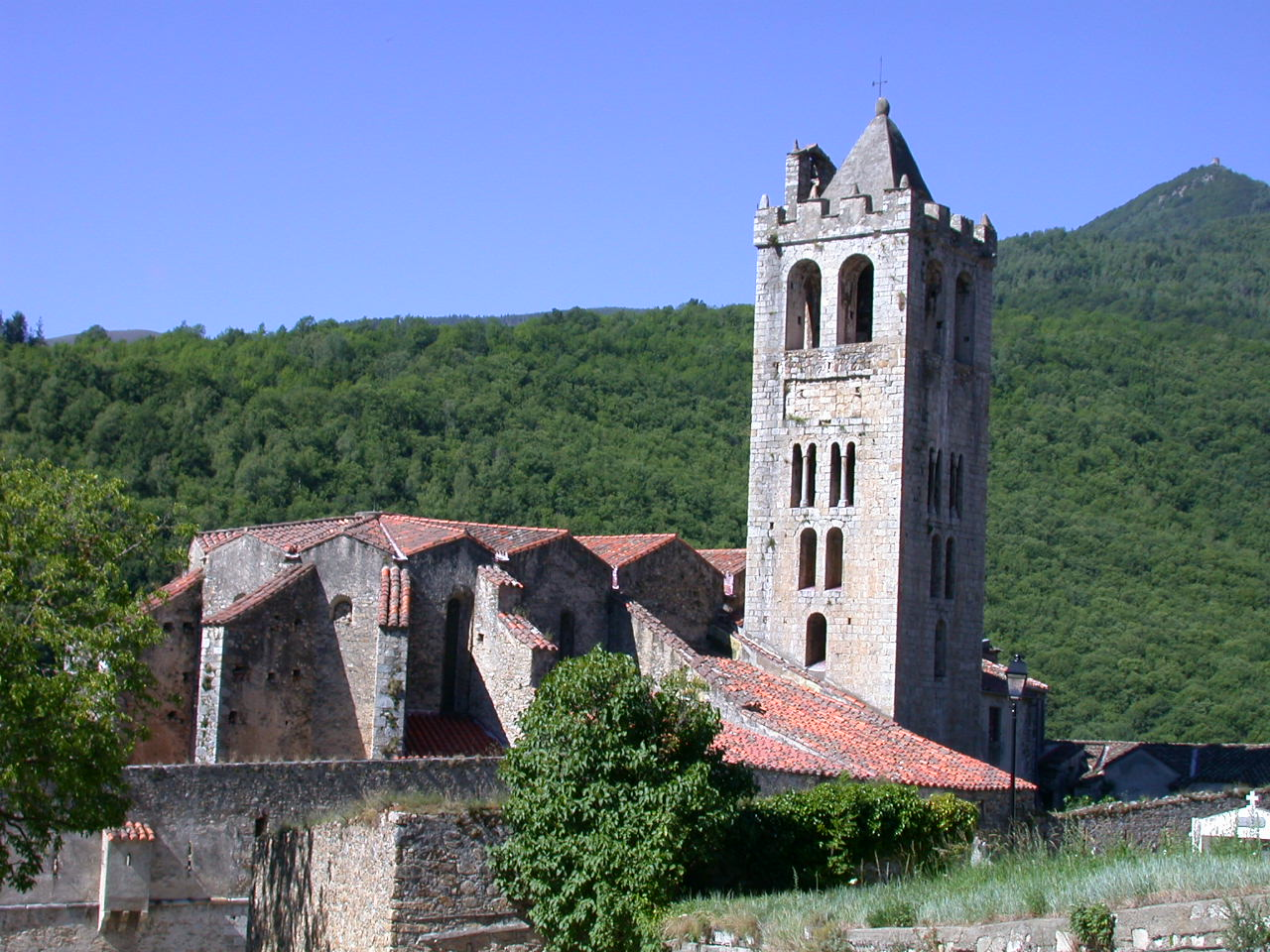
Iglesia

- Iglesia parroquial, dedicada a las santas Justa y Rufina.
- Fort Lagarde
- Prats-de-Mollo-la-Preste es la comuna más meridional del Meridiano verde, que materializa el meridiano de París.